# ماغز بورتمان
ماغز بورتمان (بالإنجليزية: Mags Portman)‏‏ (تُوفيت في 6 فبراير 2019 ) طبيبة من المملكة المتحدة.